# David Pražák
David Pražák (* 13. září 1979) je český politik a podnikatel v zemědělské prvovýrobě, od října 2017 poslanec Poslanecké sněmovny PČR, od roku 2015 zastupitel a od roku 2022 místostarosta města Semily, člen hnutí ANO 2011.

## Život
Od září 2003 působí ve statutárních orgánech akciové společnosti AGROCENTRUM JIZERAN – nejprve byl v letech 2003 až 2007 členem představenstva a od června 2007 je místopředsedou představenstva. Od prosince 2016 je pak členem dozorčí rady ve společnosti KORID LK.
David Pražák žije ve městě Semily, konkrétně v části Podmoklice.

## Politické působení
Je členem hnutí ANO 2011, předsedá Oblastní organizaci Semily. V komunálních volbách v roce 2014 kandidoval za hnutí ANO 2011 do Zastupitelstva města Semily, ale neuspěl (stal se až čtvrtým náhradníkem). Postupně však jeho čtyři kolegové na mandát rezignovali či jej nepřijali, takže se na jaře 2015 stal zastupitelem města. Ve volbách v roce 2018 obhájil za hnutí ANO 2011 mandát zastupitele města Semily, a to z pozice lídra kandidátky. V komunálních volbách v roce 2022 kandidoval do zastupitelstva Semil jako lídr kandidátky hnutí ANO 2011. Mandát zastupitele města se mu podařilo obhájit. Dne 24. října 2022 byl zvolen místostarostou města.
V krajských volbách v roce 2016 kandidoval za hnutí ANO 2011 do Zastupitelstva Libereckého kraje, ale neuspěl. V krajských volbách v roce 2020 neúspěšně kandidoval do Zastupitelstva Libereckého kraje z 44. místa kandidátky hnutí ANO 2011.
Ve volbách do Poslanecké sněmovny PČR v roce 2017 byl zvolen poslancem za hnutí ANO 2011 v Libereckém kraji, a to ze čtvrtého místa kandidátky. Ve volbách do Poslanecké sněmovny PČR v roce 2021 kandidoval za hnutí ANO 2011 na 2. místě v Libereckém kraji. Získal 1 648 preferenčních hlasů, a stal se tak znovu poslancem.
Ve sněmovních volbách v roce 2025 kandiduje na 2. místě kandidátní listiny hnutí ANO v Libereckém kraji.